# Tiexi, Siping
Tiexi är ett stadsdistrikt och säte för stadsfullmäktige i Siping i Jilin-provinsen i nordöstra Kina. Det ligger omkring 110 kilometer sydväst om provinshuvudstaden Changchun.